# 柏利拉斯第一
柏利拉斯第一（Parrillas One）是一家洪都拉斯的足球會，成立於 1993 年，位於聖佩德羅蘇拉。他們現於洪都拉斯甲組足球聯賽角逐。